# Castoridae
I Castoridi (Castoridae Hemprich, 1820) sono una famiglia di mammiferi roditori.
Un tempo assai diversificata e ricca di specie, attualmente la famiglia conta un unico genere con due specie viventi, vale a dire gli attuali castori.

## Descrizione
I castoridi viventi sono animali di taglia media, anche se piuttosto grossi se comparati alla maggior parte degli altri roditori: sono infatti i roditori di maggiori dimensioni dell'emisfero boreale. Hanno abitudini semiacquatiche, per le quali hanno sviluppato vari adattamenti corporei come i piedi palmati, le code appiattite e scagliose ed il pelo impermeabile. Il corpo è tozzo e massiccio, con testa squadrata e forti denti a crescita continua, atti a triturare e rosicchiare il legno.
I castoridi vivono in piccoli gruppi famigliari, ognuno occupante un territorio specifico, basato su una tana e una diga costruite con rametti e fango. Hanno dieta esclusivamente erbivora; durante l'estate si nutrono di foglie ed erbe, mentre in inverno i castori si cibano di piante legnose come i salici.
I castoridi estinti erano probabilmente ben diversi a quelli attuali: accanto a specie di piccole dimensioni, terricole e probabilmente dalle abitudini fossorie (come Palaeocastor) vissero specie di grosse dimensioni, come Castoroides, che poteva raggiungere le dimensioni di un baribal, anche se il suo cervello era solo leggermente più grosso di quello dei castori attuali. La forma del corpo di questo animale suggerisce che si trattava probabilmente di un buon nuotatore, abitatore degli ambienti acquitrinosi: tuttavia, in mancanza di ulteriori reperti che provino queste supposizioni, sulle effettive modalità di vita dei castoridi estinti si possono fare solo congetture.

## Tassonomia

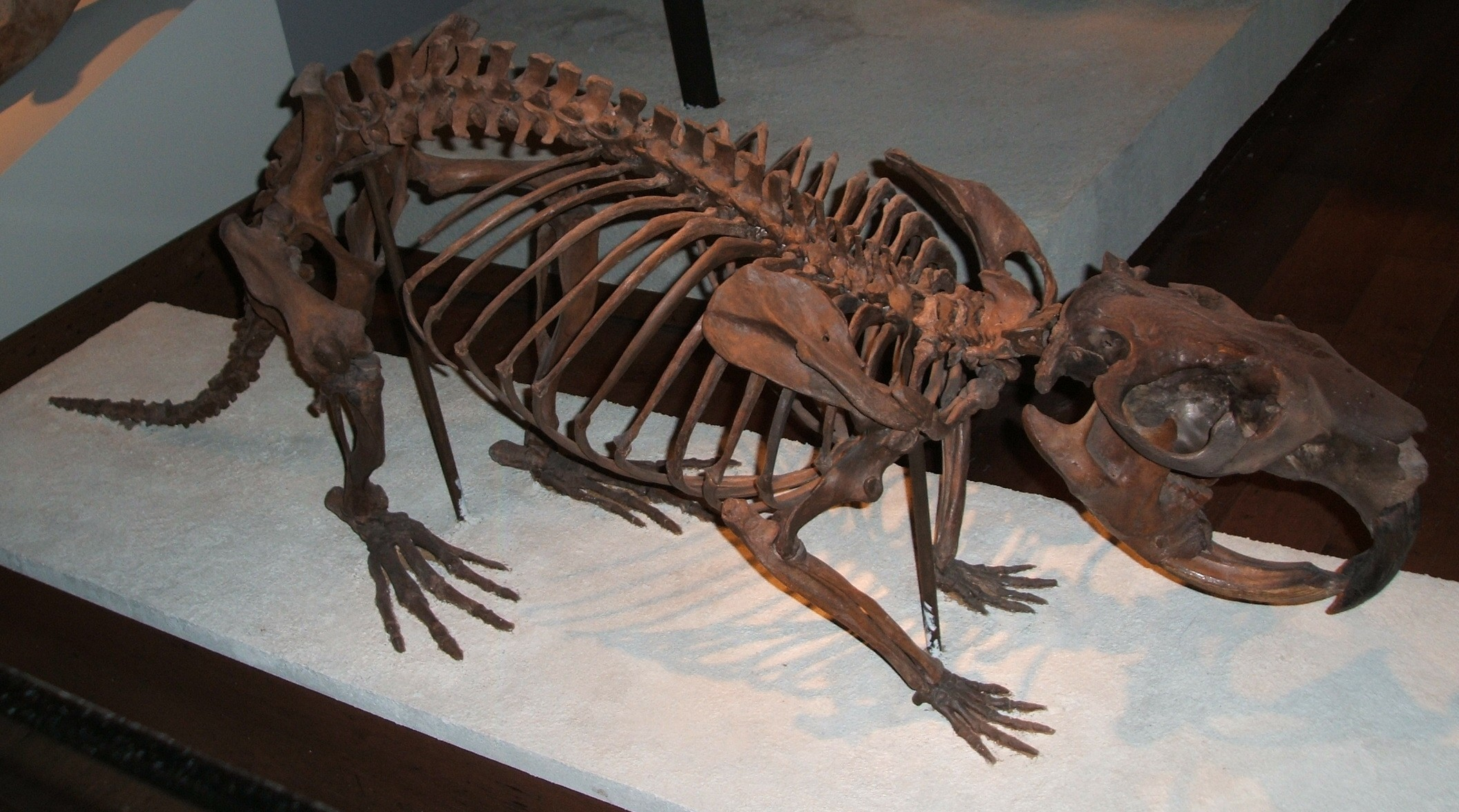
Scheletro di Castoroides ohioensis, un castoro estinto.

I castoridi, stando ai resti fossili, comparvero durante l'Oligocene (genere Agnotocastor) in America ed Asia: questi castori primitivi avevano configurazione dentaria apparentemente inadatta a rosicchiare il legno, come invece accade nei loro parenti attuali. Tuttavia, pare che essi avessero ugualmente abitudini semiacquatiche. Durante l'Oligocene compaiono in Asia Propalaeocastor e (poco dopo) in Europa Steneofiber, i primi appartenenti alla sottofamiglia Castorinae, vale a dire la stessa alla quale sono ascritte le due specie viventi di castoro.
Nel Pleistocene si ebbe la massima diversificazione della famiglia: in questo periodo si evolvono dei castori giganti, come Trogontherium in Europa e Castoroides in Nordamerica.
Inizialmente, i castoridi, suddivisi nelle sottofamiglie, Castoroidinae e Castorinae, erano considerati un'appendice degli sciuromorfi in virtù di alcune caratteristiche morfologiche: in seguito, sono state riconosciute due ulteriori sottofamiglie di castorini basali, vale a dire Agnotocastorinae e Palaeocastorinae, i cui appartenenti non sono animali semiacquatici come le altre due sottofamiglie, quanto piuttosto animali dalle abitudini probabilmente fossorie. Le indagini a livello molecolare hanno poi dimostrato uno stretto legame della famiglia Castoridae con la famiglia dei Geomidi, coi quali vengono attualmente classificati nell'ambito del sottordine Castorimorpha.
La classificazione più accreditata dei castoridi è la seguente:
Ordine Rodentia
- Sottordine Castorimorpha
  - Famiglia Castoridae
    - Incertae sedis
      -         - Genere Migmacastor †

    - Sottofamiglia Agnotocastorinae † (parafiletica)
      - Tribù Agnotocastorini †
        - Genere Agnotocastor †
        - Genere Neatocastor †

      - Tribù Anchitheriomyini †
        - Genere Anchitheriomys †
        - Genere Oligotheriomys †
        - Genere Propalaeocastor †

    - Sottofamiglia Castorinae
      -         - Genere Castor – castori moderni
        - Genere Hystricops †
        - Genere Palaeomys (probabilmente sinonimo di Chalicomys) †
        - Genere Romanofiber †
        - Genere Schreuderia †
        - Genere Sinocastor †
        - Genere Steneofiber †
        - Genere Zamolxifiber †

    - Sottofamiglia Castoroidinae †
      - Incertae sedis
        - Genere Priusaulax †

      - Tribù Castoroidini (parafiletica) †

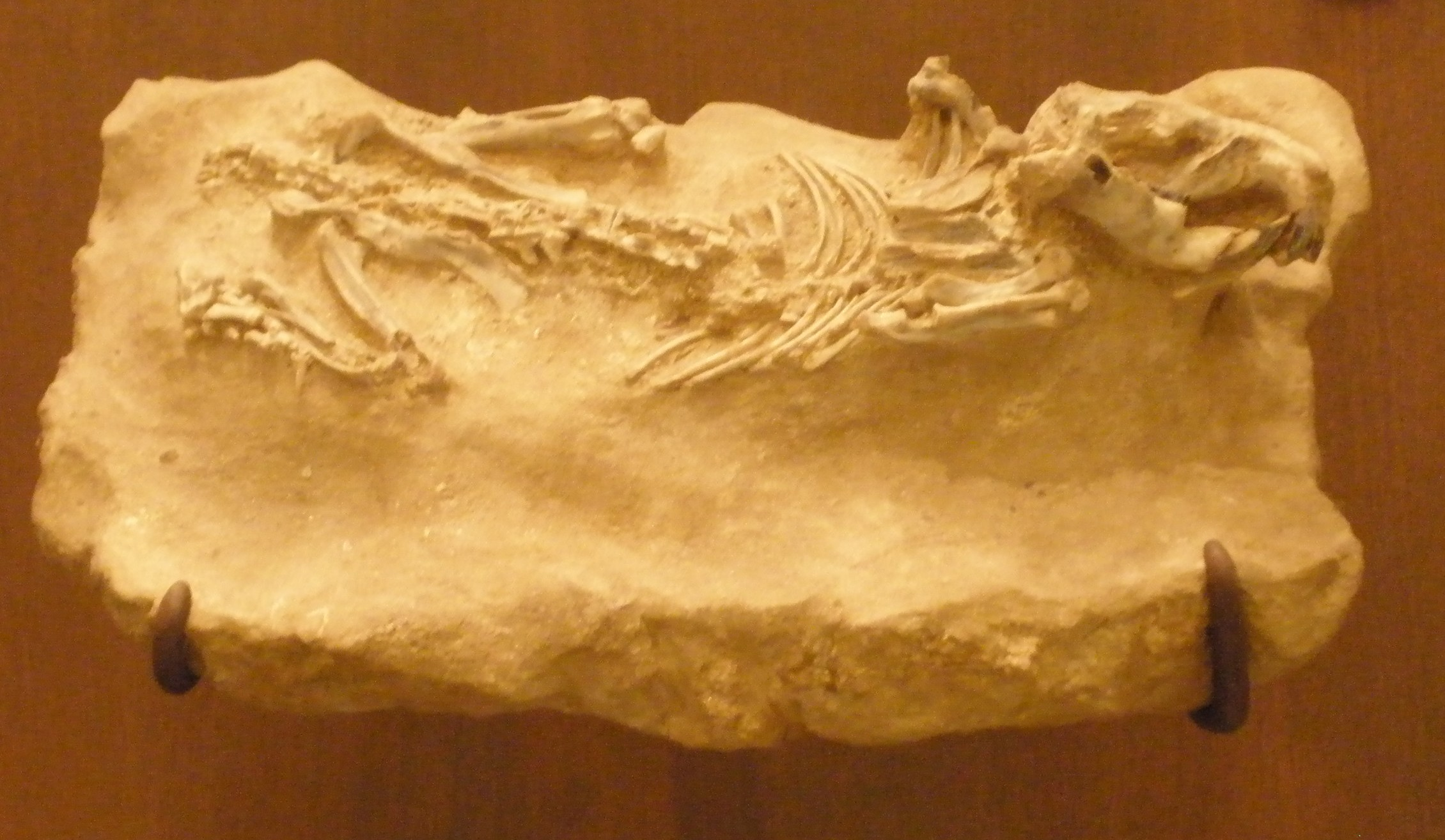
Scheletro di Euhapsis barbouri

        - Genere Monosaulax †
        - Genere Prodipoides †
        - Genere Dipoides †
        - Genere Castoroides †
        - Genere Procastoroides †

      - Tribù Nothodipoidini †
        - Genere Eucastor †
        - Genere Microdipoides †
        - Genere Nothodipoides †

      - Tribù †Trogontheriini
        - Genere Asiacastor †
        - Genere Boreofiber †
        - Genere Euronexomys †
        - Genere Trogontherium †
        - Genere Youngofiber †

    - Sottofamiglia Palaeocastorinae †

- -     -       - Incertae sedis
        - Genere Capacikala †
        - Genere Palaeocastor †
        - Genere Pseudopalaeocastor †

      - Tribù Euhapsini †
        - Genere Euhapsis †
        - Genere Fossorcastor †